# 秦州 (古代)
秦州，中国古代的州。

## 沿革
三国曹魏分隴右置，后废。西晋泰始五年二月（269年）分雍、凉、梁三州复置，治冀县（今甘肃省甘谷县东）。太康三年正月丁丑（282年1月26日）废。太康七年（286年）復置，移治上邽县（今天水市）。辖境相当今甘肃省定西市、静宁县以南，清水县以西，陕西省凤县、略阳县、四川省平武县以北，青海省黄河以南贵德县及甘肃省临潭、迭部等县以东的渭河、西汉水、白龙江上游和洮河流域等广大地区。其后辖境缩小。北魏渭河上游以西分属河州、涼州；西汉水上游西部属宕昌、邓至，东部属梁州。北魏正光五年（524年）州境各族人民推羌人莫折大提为帅起义。
唐朝时，属陇右道。辖境相当今甘肃省武山县以东的渭水上游地。开元二十二年（734年）因地震移治敬亲川（今秦安县西北），天宝元年（742年）迁还旧治。宝应元年（762年）地入吐蕃。大中收复，三年（849年）移治成纪县（今秦安县西北，北宋移今天水市）。置天雄军节度使治此。
宋为秦凤路治。金属凤翔路。元朝属巩昌路。明朝属巩昌府，洪武初年设茶马司于此地。清朝雍正七年（1729年），升为秦州直隸州，直隶甘肃省。辖境相当今甘肃省天水、秦安、清水、两当、西和、礼县、徽县、成县等市县地。1913年废，改为天水县。
| 隋朝行政区划变迁 | 隋朝行政区划变迁 | 隋朝行政区划变迁 | 隋朝行政区划变迁 | 隋朝行政区划变迁 | 隋朝行政区划变迁 | 隋朝行政区划变迁                          | 隋朝行政区划变迁 |
| 区划             | 開皇元年         | 開皇元年         | 開皇元年         | 開皇元年         | 区划             | 大業3年                                   |                  |
| ---------------- | ---------------- | ---------------- | ---------------- | ---------------- | ---------------- | ----------------------------------------- | ---------------- |
| 州               | 秦州             | 秦州             | 秦州             | 秦州             | 郡               | 天水郡                                    |                  |
| 郡               | 天水郡           | 漢陽郡           | 清水郡           | 略陽郡           | 县               | 上邽县 冀城县 清水县 秦嶺县 隴城县 成紀县 |                  |
| 县               | 上邽县           | 黄瓜县           | 清水县 伯陽县    | 略陽县 成紀县    | 县               | 上邽县 冀城县 清水县 秦嶺县 隴城县 成紀县 |                  |

## 秦州刺史
西晋秦州刺史
- 胡烈（269年－270年）
- 杜预（270年）
- 向雄（271年－275年）
- 李秉（277年－278年）
- 皇甫重（292年－305年）
- 张辅（305年）
- 贾龛（306年－307年）
- 裴苞（309年－312年）
- 司马保（312年－316年）

刘宋南秦州刺史
- 梁州刺史兼任

刘宋北秦州刺史
- 胡崇之（442年－443年）

萧齐秦州刺史
- 姜伯起（482年）

北魏秦州刺史
- 拓跋丕（436年）
- 元勿头（439年）
- 杨保宗（440年－443年）
- 封敕文（443年－459年）
- 李惠（460年－467年）
- 乙归（467年－470年）
- 吕罗汉（471年－476年）
- 于洛侯（477年）
- 尉洛侯（477年－479年）
- 陆定国（479年－484年）
- 李洪之（484年－489年）
- 薛道次（489年－491年）
- 刘藻（493年－498年）
- 张彝（501年－503年）
- 薛世遵（503年－504年）
- 侯欣（505年）
- 元丽（506年）
- 李韶（506年－509年）
- 杨胤（511年）
- 元修义（512年－516年）
- 赵煦（517年）
- 薛峦（519年）
- 元琛（521年－522年）
- 李彦（523年－524年）
- 元谭（526年－528年）
- 骆超（529年－530年）
- 元暹（530年－531年）
- 侯莫陈悦（531年－534年）
- 李弼（534年）[6]

唐朝秦州刺史
- 窦轨（618年—619年，总管）
- 李神通（621年）
- 梁仁裕（武德、贞观年间）
- 路文昇（贞观初年）
- 韦协（贞观初年）
- 王长谐（贞观初年，都督）
- 裴德超（贞观初年）
- 李慎（633年—643年，都督）
- 韩仲良（633年—637年，都督府长史）
- 房仁裕（637年—639年）
- 李福（644年，都督）
- 李元景（650年—653年）
- 李孝（656年—658年，都督）
- 陶大举（674年—675年，都督）
- 苏孝充（高宗时，都督）
- 窦奉节（高宗时，都督）
- 韦师实（高宗时，都督）
- 王及善（689年，都督）
- 窦怀恪（武周时，都督）
- 姚珽（武周末年，都督）
- 薛纯（中宗时，都督）
- 裴伷先（中宗时，都督）
- 杨执一（睿宗时，都督）
- 张嘉贞（？—716年，都督）
- 张守洁（720年—722年，都督）
- 魏靖（724年，都督）
- 张景顺（725年—728年，都督）
- 李适之（728年—730年，都督）
- 张涚（733年，都督）
- 裴敦复（735年）
- 刘昌元（开元天宝年间，都督）
- 陆泳（开元天宝年间）
- 陆溥（天宝年间，天水郡太守）
- 郭英乂（756年—757年，天水郡太守）
- 李国贞（758年，未任）
- 杨慎微（758年—760年，都督）
- 韦伦（760年）
- 高淮达（肃宗时，都督）
- 郝廷玉（773年）
- 刘澭（794年—807年）
- 刘皋（849年）
- 薛逵（852年）
- 李承勋（857年）
- 高骈（860年—863年）
- 王宴实（863年—865年，随后兼天雄军）
- 马举（865年—868年）
- 独孤云（869年—870年）
- 仇公遇（879年—882年）
- 景端（中和年间）
- 乐彦祯（？—888年）
- 李茂庄（890年—894年）
- 李继徽（895年—897年）
- 孙储（897年—900年）
- 符道昭（901年，未任）
- 李继勋（903年—905年）[7]

五代十国秦州刺史
- 李繼崇（904年—915年）
- 王宗俦（915年—916年）
- 唐文裔（916年—919年）
- 王晖（919年）
- 王宗昱（919年—924年）
- 王承检（924年）
- 王承休（924年—925年）
- 王思同（926年—930年）
- 刘仲殷（931年—933年）
- 张延朗（933年—934年）
- 康福（934年—940年）
- 侯益（940年—945年）
- 石重睿（945年—946年）
- 何建（946年—948年）
- 韩保贞（948年—951年）
- 高彦俦（948年）
- 韩继勋（955年）
- 王景（956年—960年）

北宋知秦州
- 王景（960年—961年）
- 高防（961年）
- 吴廷祚（962年—964年）
- 刘熙古（964年—968年）
- 路冲（973年—974年）
- 张炳（975年—977年）
- 段思恭（977年—979年）
- 田仁朗（982年—984年）
- 宋珰（984年）
- 韦亶（984年）
- 宋珰（984年—989年）
- 吴元载（989年—991年）
- 郭载（992年）
- 温仲舒（993年—994年）
- 薛惟吉（994年—995年）
- 王显（995年—998年）
- 马知节（998年—1001年）
- 张雍（1001年）
- 雷有终（1002年—1004年）
- 王承衎（1004年—1006年）
- 杨怀忠（1007年—1009年）
- 李濬（1010年—1013年）
- 张佶（1013年—1015年）
- 曹玮（1015年—1016年）
- 李及（1016年—1020年）
- 陈尧咨（1021年—1023年）
- 康继英（1023年—1024年）
- 薛奎（1025年—1026年）
- 王随（1026年—1028年）
- 张纶（1028年—1029年）
- 王博文（1030年—1031年）
- 赵贺（1031年）
- 卢鉴（1031年—1032年）
- 王博文（1032年—1034年）
- 程琳（1034年）
- 张宗象（1036年）
- 王继明（1037年）
- 曹琮（1037年—1038年）
- 李紘（1039年）
- 曹琮（1040年）
- 韩琦（1041年—1042年）
- 文彦博（1042年—1044年）
- 田况（1044年）
- 孙祖德（1044年—1045年）
- 梁适（1045年—1048年）
- 吕公绰（1049年—1052年）
- 张昪（1053年—1054年）
- 梁适（1054年—1057年）
- 王拱辰（1057年—1060年）
- 张方平（1060年—1062年）
- 钱明逸（1062年—1065年）
- 李参（1065年—1066年）
- 蔡抗（1066年—1067年）
- 马仲甫（1067年—1068年）
- 孙永（1068年—1069年）
- 李师中（1069年—1070年）
- 窦舜卿（1070年）
- 韩缜（1070年—1071年）
- 郭逵（1071年—1072年）
- 吕公弼（1072年）
- 张诜（1072年—1076年）
- 吕大防（1076年—1079年）
- 刘庠（1079年）
- 蔡熚（1079年）
- 刘拯（1079年）
- 罗拯（1079年—1080年）
- 孙坦（1080年）
- 曾布（1080年—1081年）
- 曾孝宽（1081年）
- 吕公孺（1081年—1082年）
- 蔡煜（1082年—1083年）
- 刘瑾（1083年—1084年）
- 吴雍（1084年—1085年）
- 范育（1085年—1086年）
- 孙览（1087年）
- 范康直（1087年—1090年）
- 吕大忠（1091年—1095年）
- 穆衍（1095年—1096年）
- 吕大忠（1096年）
- 游师雄（1096年—1097年）
- 邵䶵（1097年）
- 陆师闵（1098年—1099年）
- 周綍（1099年—1100年）
- 邵䶵（1100年）
- 黄寔（1101年）
- 吴宪（1102年）
- 胡宗回（1103年—1104年）
- 曾孝蕴（1104年）
- 郑仅（1106年）
- 陶节夫（1107年—1108年）
- 蔡居厚（1109年—1110年）
- 穆京（1110年）
- 姚祐（1110年—1111年）
- 郑仅（1111年—1112年）
- 何常（1112年—1114年）
- 胡师文（1114年）
- 刘仲武（1114年—1119年）
- 何常（1119年—1121年）
- 郭思（1121年）
- 孙竢
- 蔡佃
- 方孟卿
- 何栗（1124年—1125年）
- 种师中（1125年—1126年）
- 赵点（1126年）